# Gloster (Missisipi)
Gloster – miasto w Stanach Zjednoczonych, w stanie Missisipi, w hrabstwie Amite.